# Erminold de Prüfening
Ernimold est un saint de l’Église catholique romaine, décédé le 7 janvier 1121. Il est fêté le 6 janvier, également jour de l’Épiphanie.

## Biographie
Ernimold est élevé dans l’abbaye de Hirsau. Il devint en 1110 abbé du monastère bénédictin de Lorch, mais revint par la suite à Hirsau. En 1114 ou 1117, l’évêque Othon de Bamberg l’invite à devenir le premier abbé de l'Abbaye de Prüfening. Il est assassiné par des conjurés en 1121.

## Sources
1. 1 2  St. Erminold, sur le site Catholic Online
2. ↑  La version en allemand de Wikipédia parle d’« août 1114 », citant le Biographisch-Bibliographisches Kirchenlexikon.